# 張敏 (後漢)
張 敏（ちょう びん、生没年不詳）は、後漢の政治家。字は伯達。本貫は河間郡鄚県。

## 略歴
77年（建初2年）、孝廉に察挙された。4回転任して、80年（建初5年）に尚書となった。84年（建初9年）、司隷校尉に任じられた。85年（建初10年）、汝南太守として転出した。清廉倹約につとめ、刑罰は公正に用い、有能で知られた。事件により罪を問われて免官された。
建初年間にある人AがBを侮辱して、Bの子のCがAを殺害する事件が発生した。章帝はCの死刑を免除して一命を赦した。後に和帝が軽侮法としてこうした場合の死刑免除を定例化しようとした。張敏はこれに反対して、人を殺した者は死刑とするのが、三代の通制であると論じた。和帝は張敏の意見を聞き入れて取りやめた。
106年（延平元年）、張敏は議郎に任じられた。潁川太守として転出した。107年（永初元年）、洛陽に召還されて司空に任じられた。109年（永初3年）、病を理由に引退を願い出たが、聞き入れられなかった。112年（永初6年）春、大射礼が行われたおり、張敏は職務中に転倒した。4月、司空を罷免された。後に病が重くなり、家で死去した。

## 伝記資料
- 『後漢書』巻44 列伝第34